# Camillo Antona Traversi

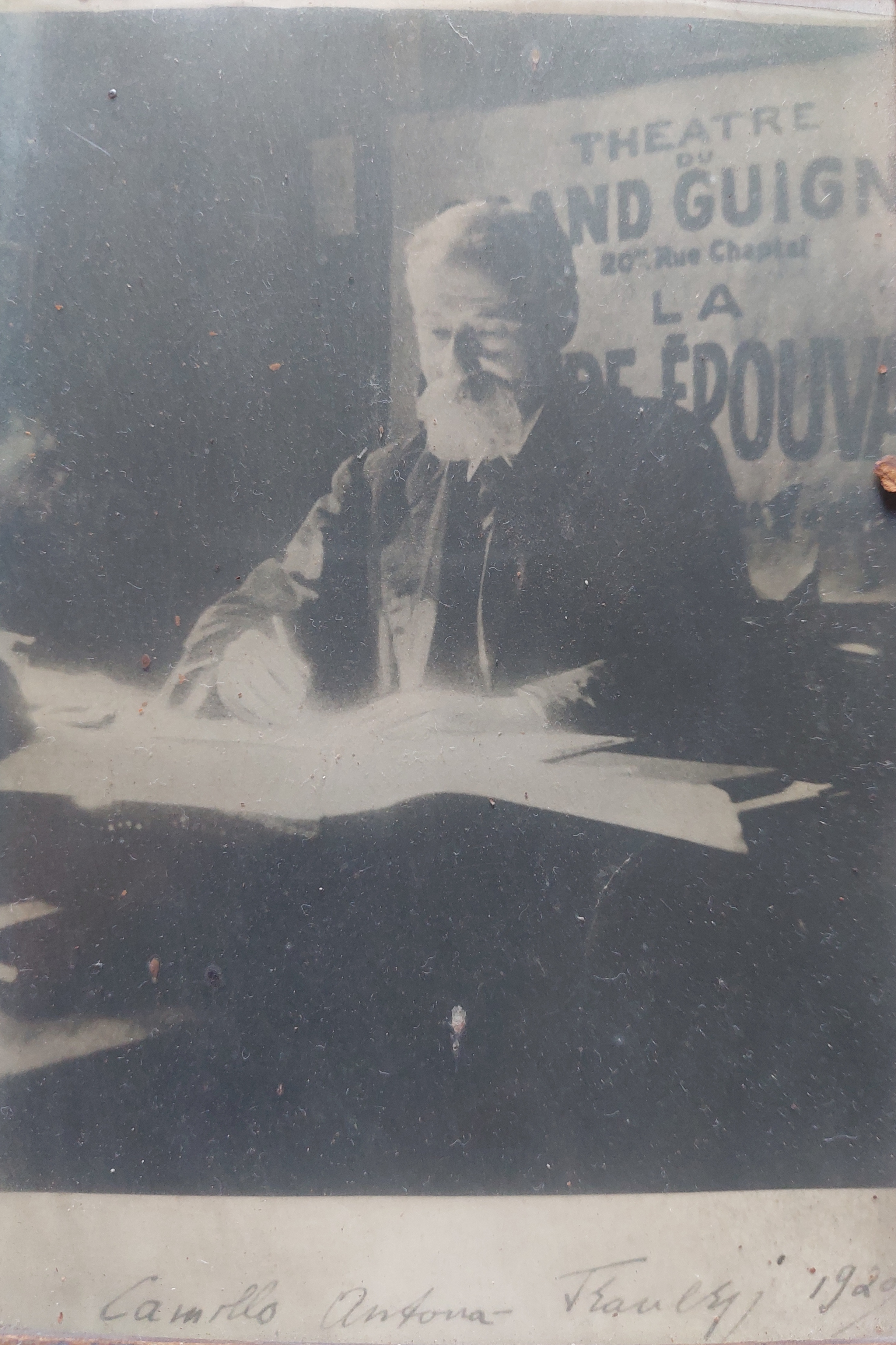

Camillo Antona Traversi, scritto anche nella forma Antona-Traversi (Milano, 27 novembre 1857 – Saint-Briac, 30 agosto 1934), è stato un commediografo, drammaturgo e librettista italiano.

## Biografia
Nato a Milano nel 1857, figlio di un ricco latifondista e fratello maggiore di Giannino, futuro scrittore, commediografo e senatore del Regno d'Italia, Camillo Antona Traversi si laureò in lettere a Napoli nel 1880. Per l'opposizione paterna al suo matrimonio, fu costretto a lasciare la tranquillità economica della famiglia di origine e a provvedere autonomamente alle proprie necessità, insegnando letteratura italiana presso il Collegio militare di Roma per undici anni.

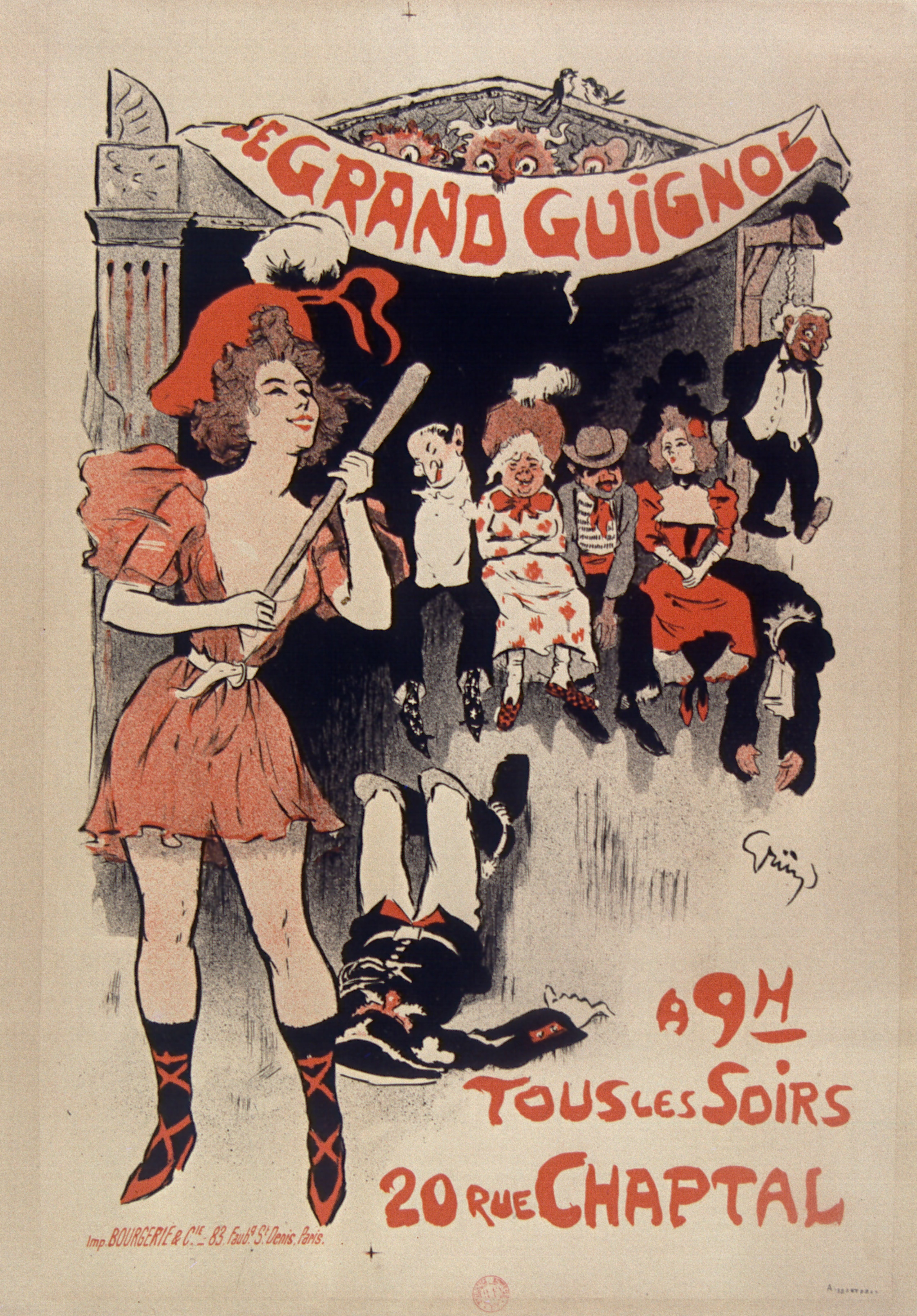
Un manifesto del Grand Guignol (1890)

Acquisì una certa notorietà con la pubblicazione di alcuni lavori critici su Boccaccio, Foscolo e Leopardi. I suoi studi su Leopardi furono apprezzati dallo stesso Carducci che, in una lettera all'autore, scrisse che ne avrebbe fatto «gran conto». 
Aderì al verismo e fece della commedia Le Rozeno, il suo lavoro più noto, ambientato nel mondo delle mantenute e rappresentato per la prima volta al Teatro Valle di Roma il 18 dicembre 1891, il manifesto della sua opera.
Raggirato da truffatori, fu coinvolto in un procedimento per cambiali false e, dopo l'emissione di un mandato di cattura, costretto a lasciare l'Italia. Scrisse una memoria difensiva, pubblicata forse a Londra nel 1899, e ricordò l'incresciosa vicenda in alcune delle sue opere. Già trasferitosi a Parigi nel 1905, divenne segretario, fino al 1918, del Théâtre Réjane, aperto dall'attrice Gabrielle-Charlotte Reju (nota appunto con lo pseudonimo di Réjane).
La morte dell'attrice francese nel 1920, provocò a Traversi serie difficoltà finanziarie; riuscì ad inserirsi nel Théatre du Grand Guignol, diretto dall'attore Camille Choisy, ove furono rappresentati diversi suoi lavori, quali La fiancée, En bordée, La Venus masquée, La pieuvre, che fecero di lui l'unico autore italiano ad aver dato contributi significativi a quel teatro.
Oltre ai lavori teatrali, Traversi si dedicò alla critica teatrale e scrisse biografie delle attrici più note. Fu, inoltre, corrispondente per diversi giornali - fra cui "Pagine libere" di Lugano - e autore di alcuni libretti per operette: Frine (musica di G. Tofano), Yvonne (di V. Ranzato), Du Barry (di E. Camussi). 
I suoi numerosi volumi di memorie teatrali costituiscono una fonte importante per la conoscenza dei maggiori esponenti del mondo teatrale della sua epoca.
Morì a settantasei anni a Saint-Briac, un comune della Bretagna, nel 1934.

## Opere

### Teatro
- Il matrimonio di Alberto, scena comica, Milano, C. Barbini, 1886.
- Il sacrificio di Giorgio, dramma in quattro atti, Milano, C. Barbini, 1887.
- Uno scandalo, dramma in un atto, Roma, Tip. Fratelli Pallotta, 1887.
- Punto e da capo, commedia in un atto, Roma, E. Molino, 1888.
- Le Rozeno, commedia in quattro atti, Napoli, presso F. Bideri, 1892.
- Danza macabra, commedia in quattro atti, Bologna, Tip. Militare, 1893.
- Parassiti, commedia in 3 atti, Roma, E. Voghera, 1900
- L'assolto, dramma in un atto, Roma, Vita e pensiero, 1908.
- L'edera, dramma in tre atti, in collaborazione con Grazia Deledda, Milano, Treves, 1912.
- Don Matteo, dramma corso in due atti, traduzione italiana di A. Salsilli, Bologna, G. Brugnoli e Figli, 1914.
- Stabat mater, dramma in tre atti, Milano, Sandron, 1915.
- Strozzini, commedia episodica in 3 atti, Milano, Sandron, 1915.

Gran parte dei lavori teatrali di Traversi, sono pubblicati in:
- Teatro di Camillo Antona-Traversi, 7 voll., Milano, R. Sandron, 1911-1922.

### Critica e memorialistica
- Della patria, della famiglia e della povertà di Giovanni Boccaccio. Risposta a Francesco Corazzini, Firenze, Tip. della Gazzetta d'Italia, 1881.
- Studi su Ugo Foscolo con documenti inediti, Milano, A. Brigola, 1884
- I genitori di Giacomo Leopardi. Scaramucce e battaglie, 2 voll., Recanati, A. Simboli, 1887-1891.
- Le grandi attrici del tempo andato, 3 voll., 1929-1930.
- L'histoire du Grand Guignol. Théatre de l'épouvante et du rire, Paris, Librairie Théatrale, 1933.
- Vita di Gabriele D'Annunzio, 2 voll., Firenze, Vallecchi, 1933-1938.
- La verità sul teatro italiano dell'Ottocento, opera postuma, Udine, Istituto delle ed. accademiche, 1940.